# Novatye
Novatye (macedónul: Новаќе, albánul Novaqi) település Észak-Macedóniában, a Pologi körzet Bogovinyei járásában.

## Népesség
| Lakosok száma | 172  | 191  | 237  | 280  | 305  |      | 331  | 304  | 174  |
|               | 1948 | 1953 | 1961 | 1971 | 1981 | 1991 | 1994 | 2002 | 2021 |

2002-ben 304 lakosa volt, akik mindannyian albánok.